# Brabham BT42
Pour les articles homonymes, voir Brabham.
Chronologie des modèles (1973 - 1974)
Brabham BT37 Brabham BT44
La Brabham BT42 est une monoplace construite par Brabham Racing Organisation et engagée en Formule 1 entre 1973 et 1974. Elle a signé deux podiums et s'est élancée une fois en première ligne.